# Betaflexiviridae
Betaflexiviridae es una familia de virus de ARN monocatenario positivo que infectan hongos y plantas. Se han descrito más de 108 especies divididas en 12 géneros.
Los viriones tienen geometrías flexuosas o filamentosas. No poseen envoltura vírica. El diámetro es de alrededor de 12-13 nm. Los genomas son lineales, alrededor de 6.5-9kb de longitud. El genoma codifica de 2 a 6 proteínas. Los viriones están compuestos por una sola molécula de ARN lineal de aproximadamente 5,9 a 9,0 kb, que representa el 5 al 6% en peso del virión y la cápside vírica de todos los miembros está compuesta por un único polipéptido que varía en tamaño de 18 a 44 kDa. La replicación se produce en el citoplasma. Los virus se transmiten entre plantas y hongos a través de insectos vectores.

## Taxonomía
Se han descrito las siguientes subfamilias y géneros:
- Quinvirinae
  - Carlavirus (incluyendo el virus S de la papa)
  - Foveavirus
  - Robigovirus
  - Especies no asignadas:
    - Banana mild mosaic virus
    - Banana virus X
    - Sugarcane striate mosaic-associated virus
- Trivirinae
  - Capillovirus
  - Chordovirus
  - Citrivirus
  - Divavirus
  - Prunevirus
  - Ravavirus
  - Tepovirus
  - Trichovirus
  - Vitivirus
  - Wamavirus